# Europa (vệ tinh)
Europa /jʊˈroʊpə/ ⓘ hay Jupiter II là vệ tinh thứ sáu, tính theo quỹ đạo từ trong ra ngoài, của Sao Mộc. Europa được Galileo Galilei và Simon Marius phát hiện năm 1610. Hai nhà khoa học này có thể đã phát hiện ra vệ tinh này đồng thời và độc lập nhau. Trong số 4 vệ tinh lớn của Sao Mộc được phát hiện trong năm 1610, Europa là vệ tinh nhỏ nhất.
Europa có đường kính 3.100 km, nhỏ hơn Mặt Trăng một chút. Trong Hệ Mặt Trời, Europa là vệ tinh lớn thứ 6 và là vệ tinh nhỏ nhất trong nhóm Galileo, sau 3 vệ tinh lớn hơn của Sao Mộc, Titan của Sao Thổ và Mặt Trăng của Trái Đất. Mặc dù vậy, Europa vẫn có khối lượng lớn hơn tổng cộng những vệ tinh nhỏ hơn trong hệ Mặt trời cộng lại. Cấu tạo của Europa chủ yếu là đá silicate và có thể có lõi bằng sắt. Bề mặt của Europa được tạo thành từ những kiến tạo địa chất gần đây, có nhiều vết nứt và vỉa đá. Europa có rất ít hố thiên thạch. Bề mặt trẻ và rất mịn của Europa khiến các nhà khoa học tin rằng bên dưới lớp ngoài cùng là một lớp nước. Và rất có thể trong đại dương ngầm này đang ẩn giấu sự sống ngoài Trái Đất mà chúng ta đang tìm kiếm. Nhiệt năng sản sinh ra do ma sát giữa các lớp vật chất của Europa dưới tác động của Sao Mộc đủ để giữ cho đại dương này luôn đủ ấm để không bị đóng băng và duy trì những hoạt động địa chất ở lớp vỏ ngoài của nó.
Con người mới chỉ tiếp cận được Europa bằng những tàu vũ trụ bay ngang qua bề mặt vệ tinh này. Mặc dù vậy, những đặc điểm rất đáng chú ý của Europa khiến nó trở thành một trong những thiên thể có khả năng tồn tại sự sống cao nhất trong hệ Mặt Trời. Rất nhiều dự án tham vọng coi Europa là điểm đến cho công cuộc nghiên cứu vũ trụ của con người. Trong số đó có thể kể đến dự án tàu thám hiểm Galileo, đã cung cấp rất nhiều dữ liệu về bề mặt Europa, và dự án Jupiter Icy Moons Orbiter – nay đã bị dừng lại – nhằm nghiên cứu Europa, Ganymede và Callisto. Hiện tại rất nhiều dự án thám hiểm vệ tinh đang được đề nghị cấp vốn nghiên cứu. Trong tương lai không xa, Europa sẽ là điểm đến cho những dự án vũ trụ mới của con người.

## Quá trình phát hiện và tên gọi

Bức họa Bắt cóc Europa của Rembrandt, 1632

Europa nằm trong số 4 vệ tinh đặc biệt lớn của Sao Mộc được Galileo Galilei phát hiện năm 1610, vệ tinh lớn nhất trong số đó là Ganymede thậm chí còn lớn hơn Sao Thủy. Phát hiện của Galileo đã củng cố cho thuyết nhật tâm của Nicolaus Copernicus khi khẳng định rằng: không phải mọi thiên thể trong vũ trụ đều quay quanh Trái Đất. Giống như 3 vệ tinh lớn khác, Europa được đặt theo tên một người tình của Zeus (tên theo tiếng Hy Lạp của Jupiter, và Sao Mộc thì được đặt theo tên của Jupiter). Europa là tên một nữ quý tộc người Phoenicia trong truyền thuyết đã có quan hệ tình ái với Zeus và sau đó trở thành nữ hoàng của Crete. Nàng Europa là con gái của vua xứ Týros, về sau bị thần Zeus dưới hình dáng của một con bò trắng bắt đi. Tên của nàng cũng được đặt cho châu Âu (Europe). Simon Marius đã đề nghị cái tên này với Johannes Kepler. Simon Marius là một nhà thiên văn học nổi tiếng, người được cho là đồng khám phá 4 vệ tinh lớn của Sao Mộc, mặc dù Galileo cho rằng ông đã đánh cắp phát kiến của mình.
Cho tới tận giữa thế kỉ 20, cái tên Europa đặt cho vệ tinh này không được phổ biến và tưởng như đã chìm vào quên lãng sau nhiều thế kỉ. Trong những văn bản thiên văn những thế kỉ trước, người ta thường nhắc đến Europa dưới cái tên Jupiter II theo cách gọi của Galileo, tức là vệ tinh thứ hai của Sao Mộc. Năm 1892, người ta phát hiện ra Amalthea, Europa trở thành vệ tinh thứ ba của Sao Mộc. Tiếp đó, với tàu vũ trụ Voyager, năm 1979 người ta tiếp tục tìm ra thêm 3 vệ tinh nữa gần Sao Mộc hơn Europa. Europa trở thành vệ tinh thứ sáu của Sao Mộc. Mặc dù vậy ngày nay đôi khi người ta vẫn gọi Europa là Jupiter II.

## Đặc điểm

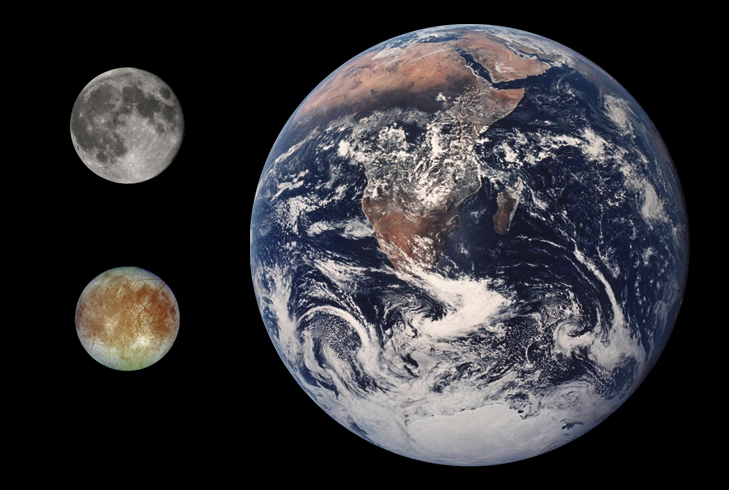
So sánh kích thước Europa (phía dưới bên trái), Mặt Trăng (phía trên bên trái) và Trái Đất (bên phải)

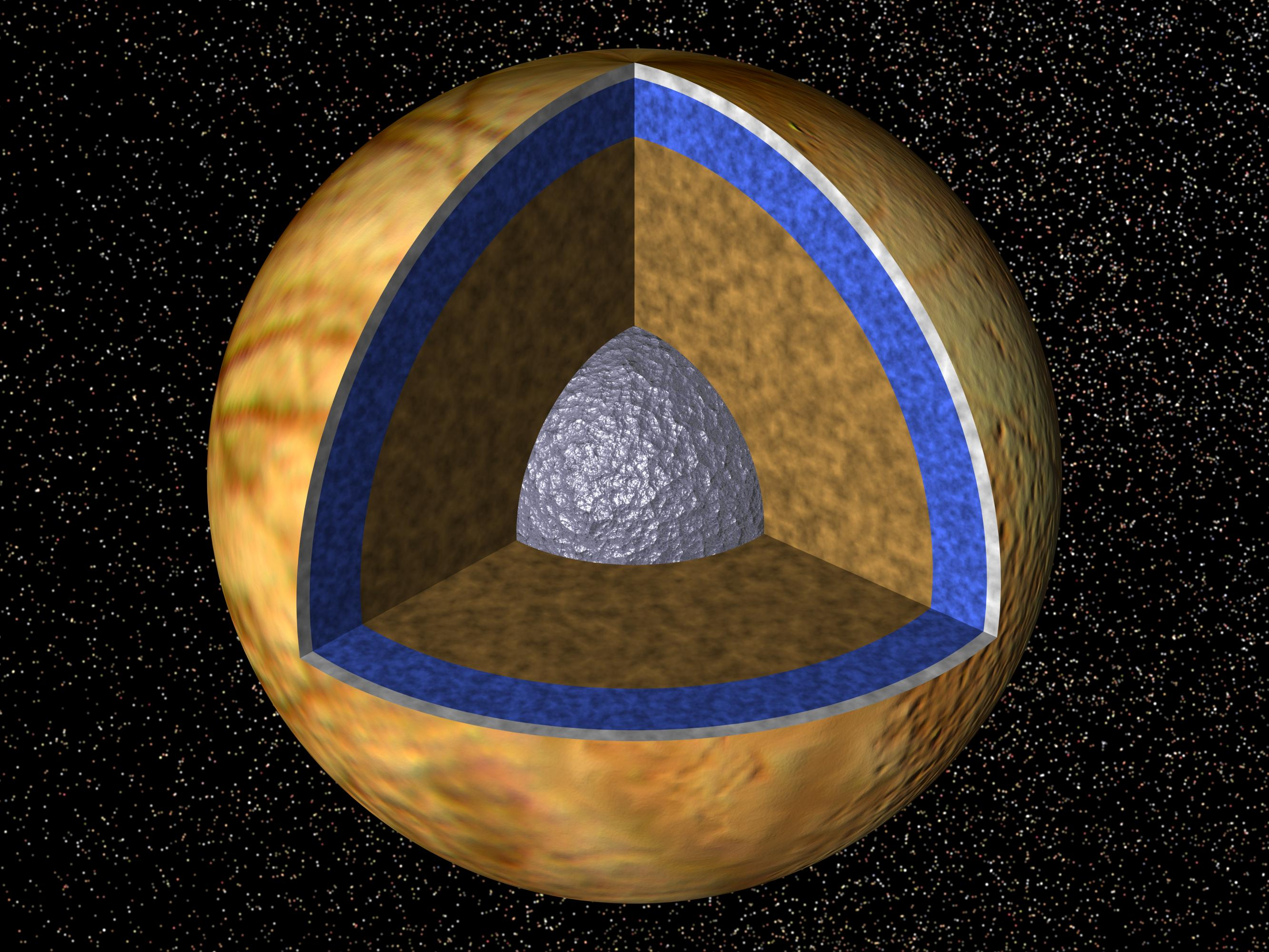
Bên trong Europa

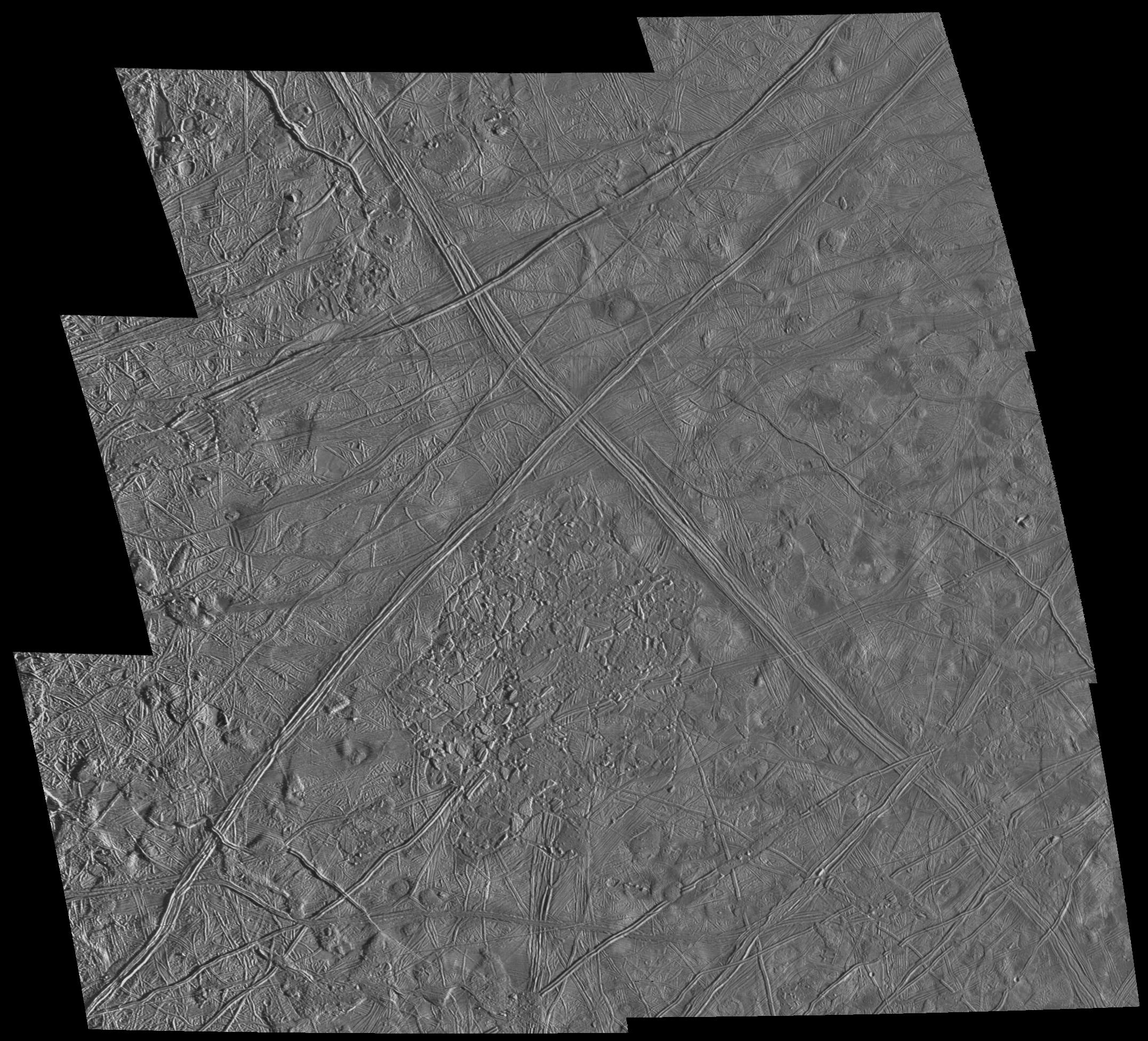
Ảnh ghép từ các bức ảnh của Galileo cho thấy những hoạt động địa chất gần đây của Europa đã tạo ra những đường rãnh, hố, vòm và đám hỗn loạn Conamara

### Cấu tạo trong
Europa có cấu trúc rất giống với 4 hành tinh phía trong của hệ Mặt Trời (bao gồm Trái Đất), tức là có cấu tạo chủ yếu từ đá silicate. Phần vỏ ngoài được cấu tạo từ băng đá ở phía trên và lớp chất lỏng ở phía dưới, dày cỡ khoảng 100 km. Những dữ liệu tàu vũ trụ Galileo thu được về từ trường của Europa cho thấy vệ tinh này có một từ trường cảm ứng với cảm ứng từ của Sao Mộc. Điều đó cho thấy bên dưới lớp bề mặt của Europa phải có một lớp chất dẫn điện có thể là lớp nước muối dày. Lớp vỏ băng trên cùng ước tính đã bị trượt đi một góc 80°, do đó, không thể nào được gắn chặt với lớp vật chất phía trong. Sự trượt đi ấy chỉ có thể giải thích là quá trình trượt trên lớp chất lỏng. Lõi của Europa có thể có cấu tạo từ sắt.

### Địa hình
Với địa hình rất bằng phẳng, Europa là một trong những thiên thể có vỏ ngoài mịn nhất trong hệ Mặt Trời. Những đường rãnh ngang dọc trên bề mặt Europa chủ yếu là những dải màu có độ phản xạ khác với các vùng xung quanh chứ không phải do những lồi lõm trên bề mặt Europa tạo thành. Có rất ít những miệng hố thiên thạch do những hoạt động địa chất của Europa vẫn rất mạnh mẽ. Bề mặt băng của Europa khiến cho nó phản xạ rất mạnh, lên tới 0.64, một trong những vệ tinh phản xạ mạnh nhất trong hệ Mặt Trời (so với các vệ tinh khác của Sao Mộc, Callisto là 0.22, Ganymede là 0.43 và Io là 0.63). Bề mặt Europa rất trẻ và hoạt động. Dựa trên mật độ những vụ bắn phá thiên thạch trong hệ Mặt Trời, có thể thấy tuổi của bề mặt Europa từ 20 đến 180 triệu năm. Cynthia Phillips, một chuyên gia nghiên cứu Europa, nói rằng không có sự đồng tình trong giới khoa học giữa những cách giải thích trái ngược nhau về bề mặt Europa.

#### Những đường rãnh

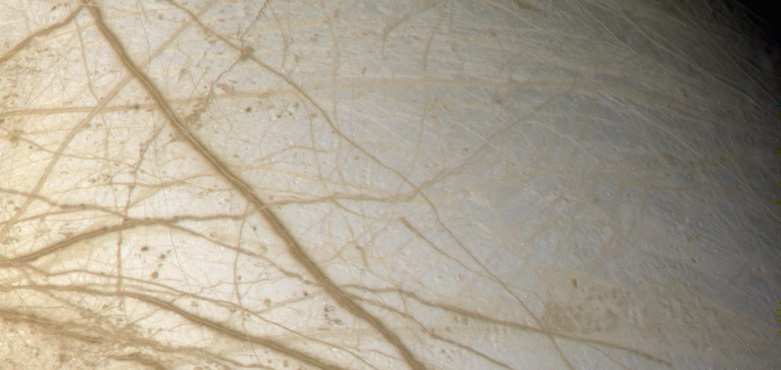
Ảnh chụp Europa với màu sắc khá chân thực do tàu Galileo cung cấp. Có thể thấy rõ những đường rãnh trên bề mặt của nó

Đặc điểm bề mặt hấp dẫn và lý thú nhất của Europa là sự xuất hiện của rất nhiều những vệt tối màu đan chéo vào nhau trên toàn bộ vệ tinh, theo tiếng Latinh gọi là lineae (tiếng Anh là lines: đường). Những phân tích kĩ lưỡng cho thấy lớp vỏ của Europa, cả hai bên của rãnh đứt gãy, đang di chuyển tương đối với nhau. Những rãnh lớn có thể rộng tới 20 km, rìa của rãnh tối màu, khuếch tán ánh sáng mạnh, có những nét kẻ đều đặn. Trung tâm của rãnh là vệt sáng màu hơn.

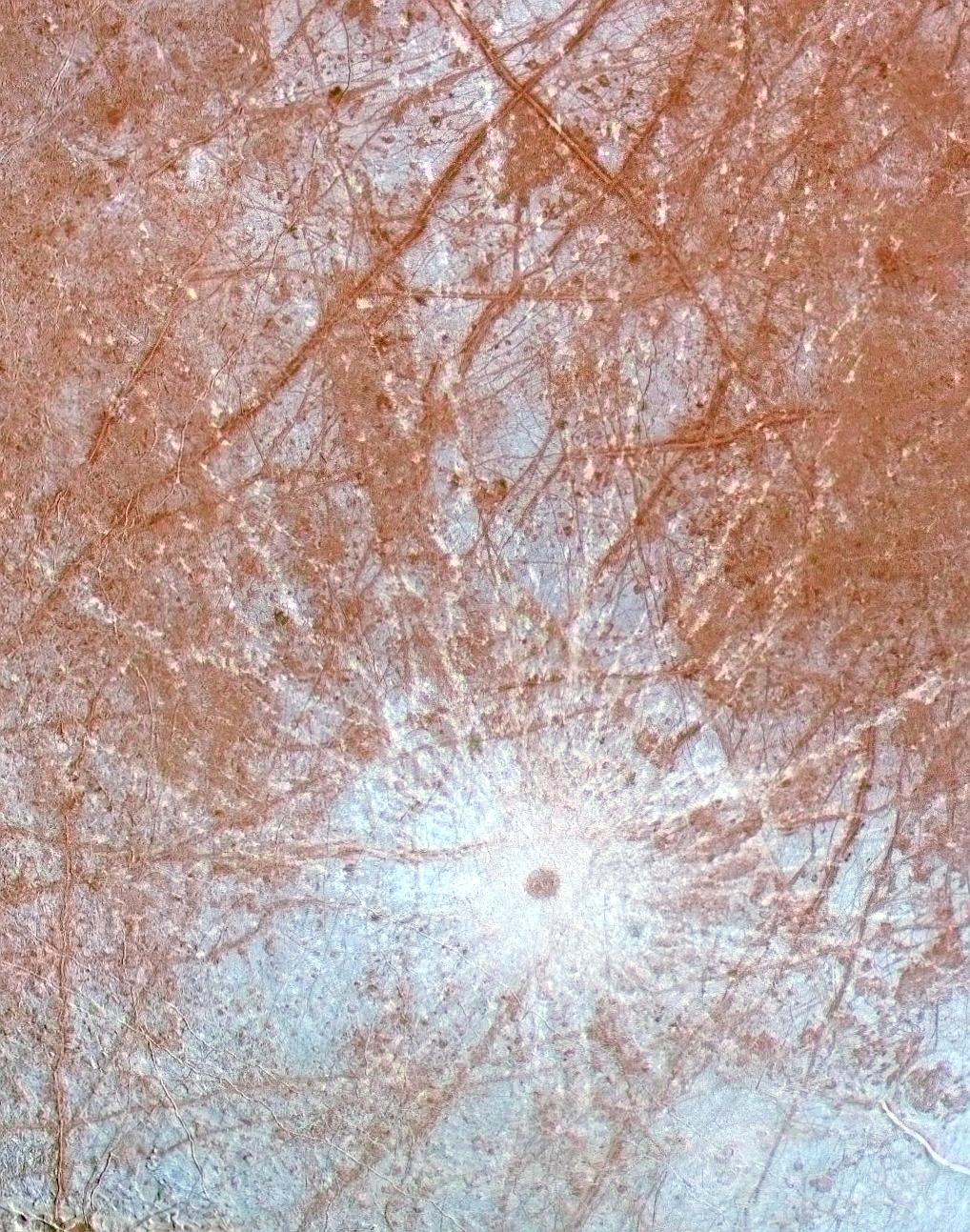
Miệng hố Pwyll đường kính 26km

Một giả thuyết được đưa ra cho rằng những rãnh này là kết quả của những vụ phun trào của các hố phun nước hay những điểm phun trào nước ngầm khi lớp vỏ băng có những kẽ hở cho nước ở lớp chất lỏng phía dưới phun lên. Ta cũng có thể quan sát thấy hiện tượng này ở những rặng núi dưới đáy biển của Trái Đất. Những vết nứt này chủ yếu do lực hút mạnh của Sao Mộc làm biến dạng lớp vỏ của Europa. Do Europa luôn quay một mặt về phía Sao Mộc, tức là luôn được định hướng theo một hướng nhất định với Sao Mộc, những vết đứt gãy này cũng phải được sắp xếp một cách đặc biệt và có trật tự xác định. Tuy nhiên, chỉ những vết đứt gãy ở những khu vực trẻ nhất của bề mặt Europa được định hướng theo đúng dự đoán của các nhà khoa học. Những vùng bề mặt càng cổ xưa thì các rãnh càng được định hướng khác với hiện tại. Nguyên nhân có thể là do lớp bề mặt của Europa quay nhanh hơn lõi của nó. Lớp nước dưới bề mặt Europa đã tách phần lõi và phần vỏ của vệ tinh này, khiến chúng chuyển động không đồng bộ nhau. Bên cạnh đó là lực hút từ Sao Mộc đã làm xô dịch lớp vỏ ngoài của Europa. So sánh các bức ảnh do 2 tàu thám hiểm Voyager và Galileo cung cấp, các nhà khoa học đã đưa ra ước lượng cận trên cho tốc độ dịch chuyển giả định này. Với tốc độ đó, mất 12.000 năm để lớp vỏ ngoài quay hết một vòng so với lõi bên trong của vệ tinh.

#### Các cấu trúc khác

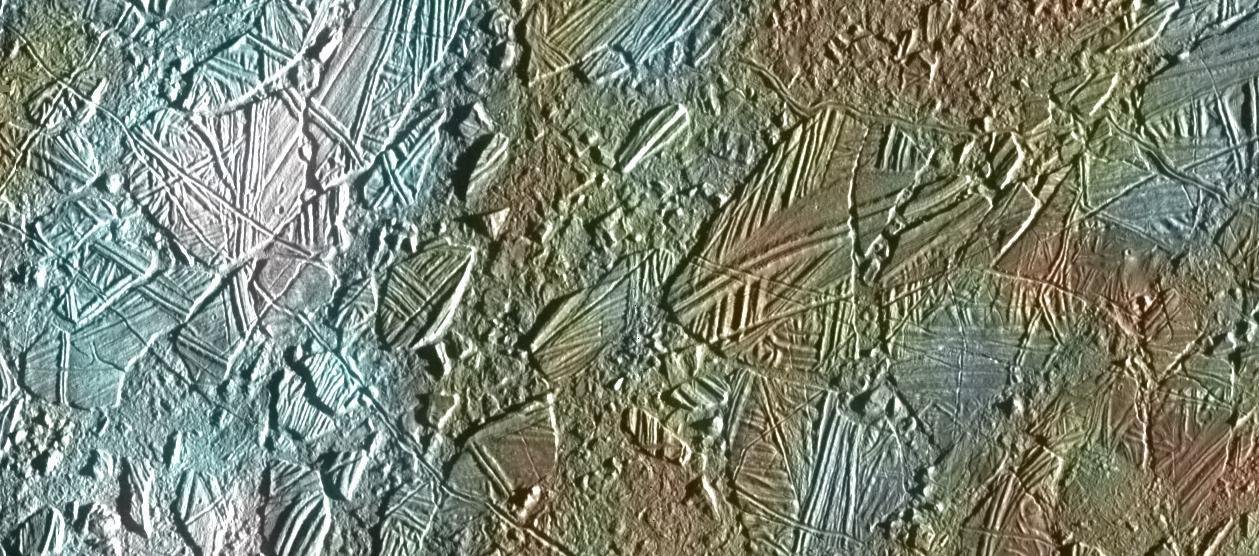
Ảnh chụp đám hỗn loạn Conamara, băng kết rộng tới 10 km. Vùng màu trắng thể hiện khu vực xung quanh miệng hố Pwyll

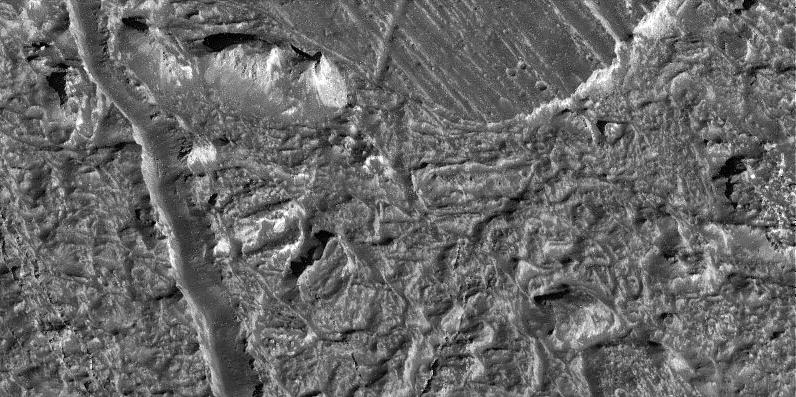
Ảnh chụp đám hỗn loạn Conamara cho thấy những ngọn núi khá cao và lởm chởm xen kẽ với những vùng bằng phẳng.

Các cấu trúc khác có thể kể đến trên bề mặt Europa là những vết lenticulae có hình tròn hay hình elip (lenticulae theo tiếng Latinh nghĩa là vết tàn nhang). Có một số trong chúng giống như những ngọn đồi hình vòm, một số là các hố lõm và một số là những điểm mịn tối màu. Một số cái khác có cấu trúc gồ ghề lộn xộn. Các vết hình vòm có thể được hình thành khi lớp vỏ của vệ tinh bị các lực tác động đẩy trồi lên.
Một giả thuyết cho rằng những vết lồi lõm này là kết quả của việc những tầng băng ấm ở phía dưới trồi lên qua những kẻ nứt của tầng băng ngoài cùng lạnh hơn, giống như nham thạch nóng chảy từ lớp phía dưới vỏ Trái Đất phun ra từ các miệng núi lửa. Những vệt mịn sẫm màu có thể được hình thành khi tầng băng ấm nói trên bị tan chảy ra trong quá trình trồi lên mặt đất. Còn những cấu trúc gồ ghề (được gọi là đám hỗn loạn, ví dụ như đám hỗn loạn Conamara) được hình thành từ nhiều mảnh vỡ trên bề mặt của lớp vật chất tối màu có nhiều gò đống. Cấu trúc này giống như những tảng băng trôi trên các biển băng của Trái Đất.

### Đại dương dưới bề mặt
Các nhà khoa học tin rằng bên dưới lớp vỏ ngoài lạnh lẽo của Europa là một lớp nước dày, được giữ ở thể lỏng chủ yếu do nhiệt năng sinh ra từ ma sát giữa các lớp vật chất bên trong của nó. Nhiệt năng sinh ra do phân rã phóng xạ có cùng công suất (trên mỗi kilogam vật chất) với quá trình tương tự ở Trái Đất. Mặc dù vậy, do thể tích tỉ lệ với lập phương kích thước, trong khi diện tích bề mặt tỉ lệ với bình phương kích thước, với kích thước nhỏ của Europa, tỉ lệ năng lượng phân rã phóng xạ trên mỗi m² diện tích bề mặt nhỏ hơn nhiều so với Trái Đất. Vì vậy năng lượng này không đủ để cung cấp nhiệt năng cho vệ tinh. Nhiệt độ bề mặt Europa là 110 K (−160 °C; −260 °F) tại xích đạo và 50 K (−220 °C; −370 °F) tại 2 cực, khiến cho băng trên Europa cứng như đá granite. Những dấu hiệu đầu tiên về khả năng tồn tại lớp chất lỏng này là sự tồn tại nhiệt năng do sự biến dạng của Europa (Europa bị biến dạng khi quay trong quỹ đạo tương đối dẹp của mình do tác động lực hút của Sao Mộc cũng như các vệ tinh lớn khác). Các nhà khoa học qua phân tích những bức ảnh của các tàu Voyager và Galileo đã tranh cãi về sự tồn tại của các vùng hỗn loạn, xuất hiện rất phổ biến trên bề mặt Europa. Một số người cho rằng đó là nơi tầng chất lỏng ấm ở phía dưới trồi lên và làm tan chảy tầng băng đá. Cách giải thích này bị đặt một dấu hỏi lớn. Đa số các nhà địa chất học thiên về mô hình tầng băng đá dày. Họ cho rằng lớp chất lỏng ở dưới sâu thật khó để có quan hệ với những cấu trúc địa hình trên bề mặt Europa. Các nhà khoa học cũng đưa ra các ước lượng rất khác nhau về độ dày lớp băng trên bề mặt Europa, từ vài trăm mét cho đến vài chục kilomet.

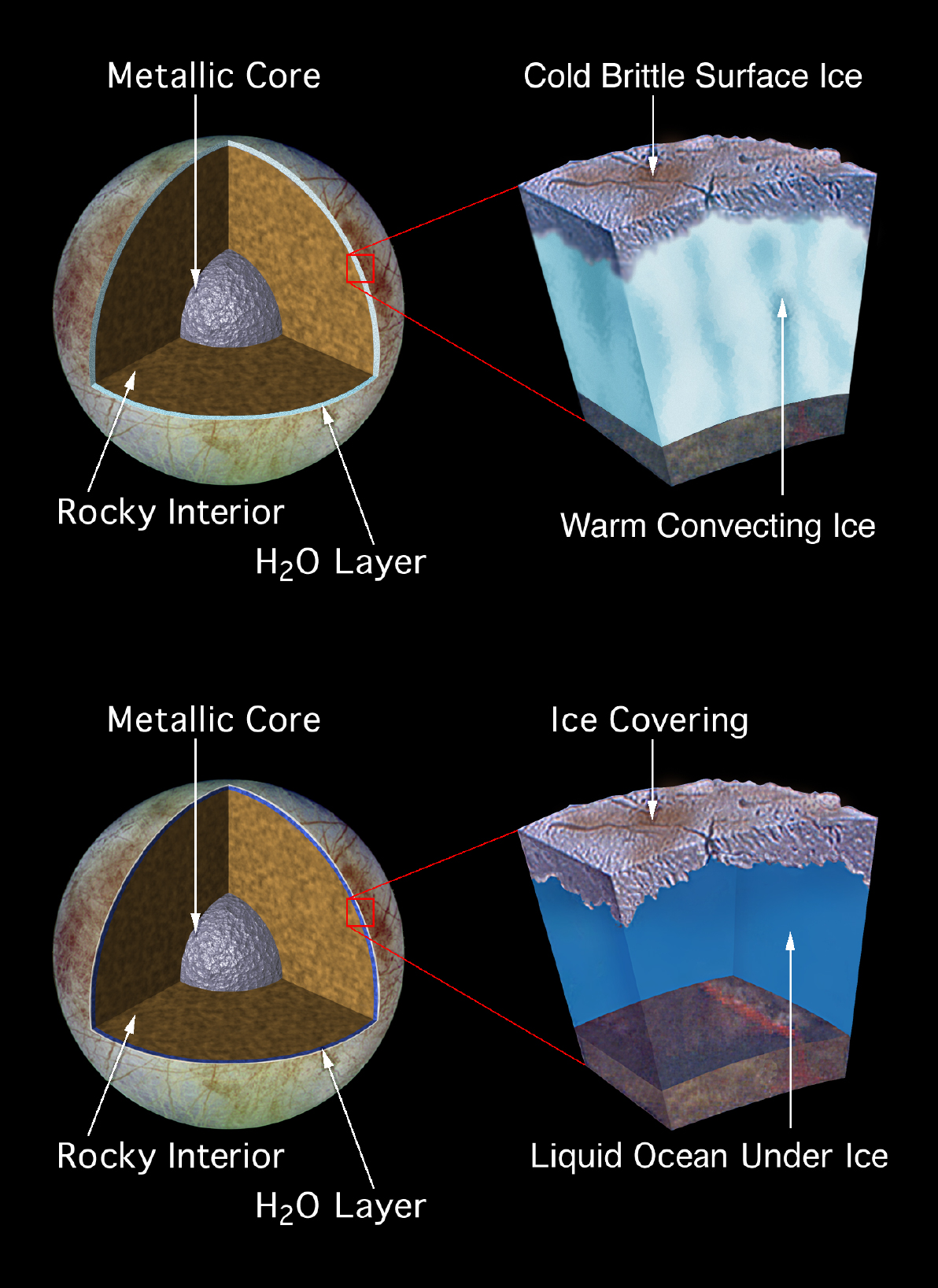
2 mô hình lớp vỏ của Europa

Có 2 mô hình về lớp ngoài của Europa:
- Mô hình thứ nhất là mô hình lớp băng đá dày dựa trên bằng chứng là các hố thiên thạch trên bề mặt Europa. Những hố lớn nhất trong số đó được bao quanh bởi những đường rãnh tròn đồng tâm và được lấp đầy bởi băng tương đối mới và khá bằng phẳng. Dựa trên bằng chứng đó cùng với ước lượng nội năng sinh ra do biến dạng của Europa, các nhà khoa học cho rằng lớp băng đá phía ngoài của nó dày từ 10 đến 30 km. Phần băng đá này gồm cả một lớp băng tương đối mềm nằm trung gian giữa lớp băng cứng phía ngoài và lớp chất lỏng phía trong. Cũng theo mô hình này, lớp chất lỏng trong lòng Europa dày cỡ khoảng 100 km.[29] Thể tích của lớp chất lỏng này là cỡ 3 × 1018 m³, gấp hơn 2 lần so với thể tích các đại dương trên Trái Đất.
- Mô hình thứ hai là mô hình lớp băng mỏng chỉ quan tâm đến tầng bề mặt lớp trên cùng của Europa. Tầng này đàn hồi dưới tác dụng lực hấp dẫn của Sao Mộc. Mô hình này cho rằng lớp băng đá phía trên Europa chỉ dày cỡ khoảng 200 mét. Mô hình này chấp nhận việc lớp chất lỏng phía dưới thông qua các kẽ nứt ở lớp băng đá phía trên tác động đến bề mặt Europa.[41]

Tàu thám hiểm Galileo cho thấy Europa có mômen từ trường yếu, là từ trường hưởng ứng của từ trường Sao Mộc. Cường độ từ trường ở xích đạo chỉ cỡ 120 nT, bằng 1/6 từ trường của Ganymede và gấp 6 lần từ trường của Callisto. Mômen cảm ứng từ chỉ có thể là do Europa có một lớp chất dẫn điện phía bên trong. Và phù hợp nhất là một lớp chất lỏng chứa các muối dưới bề mặt của Europa. Ảnh chụp quang phổ vệ tinh cho thấy các vạch đỏ và đậm màu có thể có các muối như magiê sulfat, kết tụ khi chất lỏng ở lớp dưới khi tràn lên bề mặt bị bốc hơi. Axit sulfuric ngậm nước cũng có thể là nguyên nhân gây ra những vạch bẩn trong quang phổ của Europa. Cho dù là magnesi sulfat hay axit sulfuric thì do các chất hóa học này đều không màu, phải có một số chất khác tạo màu cho bề mặt của Europa. Đó có thể là các hợp chất của sulfur.

### Khí quyển

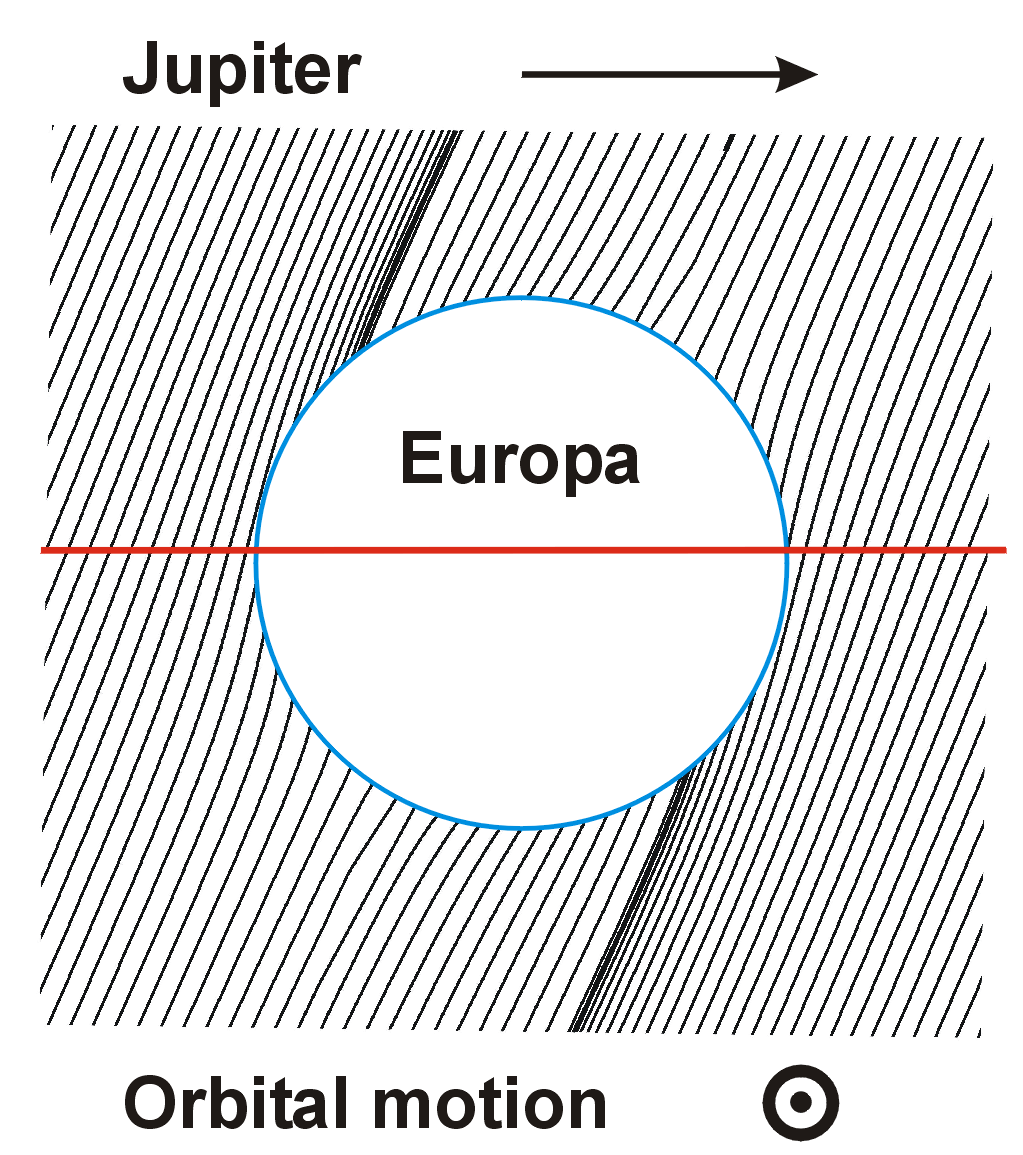
Từ trường quanh Europa. Đường màu đỏ là quỹ đạo của tàu thám hiểm Galileo trong một chu kì bay qua Europa (E4 hoặc E14)

Sử dụng máy đo quang phổ độ phân giải cao Goddard trên kính viễn vọng Hubble, từ năm 1995, người ta đã thấy Europa có một lớp khí quyển mỏng và loãng chủ yếu cấu thành từ O2. Áp suất khí quyển tại bề mặt của Europa là cỡ 1 μPa, bằng 10−11 áp suất khí quyển của Trái Đất. Với cùng điều kiện nhiệt độ và áp suất như sát mực nước biển trên Trái Đất, lượng oxy trên Europa chỉ đủ để chứa đầy trong một thể tích bằng khoảng 12 lần sân vận động mái vòm ở Houston. Năm 1997, tàu thám hiểm Galileo khi bay qua Europa đã khẳng định sự tồn tại tầng điện ly của vệ tinh này. Đó là một tầng các hạt điện tích đến từ sóng điện từ Mặt Trời và các hạt mang điện từ từ trường Sao Mộc.
Không giống như khí oxy trên bề mặt Trái Đất, khí oxy trên Europa không đến từ quá trình trao đổi chất của sinh vật. Các dự đoán của R. E. Johnson và đồng nghiệp cho rằng lớp khí quyển trên bề mặt Europa được hình thành thông qua quá trình phân giải phóng xạ (quá trình phân giải các hợp chất hữu cơ do tác dụng của phóng xạ). Tia cực tím từ Mặt Trời và dòng các hạt mang điện (ion và electron) từ trường điện từ của Sao Mộc va đập với bề mặt băng đá của Europa đã phân giải nước trong phần bề mặt của vệ tinh này thành hydro và oxy. Những thành phần này được tích tụ lại và phát tán vào khí quyển của vệ tinh. Cũng các dòng năng lượng cao này va đập và đẩy bật các phân tử oxy trên bề mặt Europa vào vũ trụ. 2 quá trình này cân bằng nhau tạo nên khí quyển của vệ tinh. Các phân tử oxy là thành phần nhiều nhất trong khí quyển do nó tồn tại lâu hơn các khí khác. Các phân tử oxy không bị đông lại như phân tử nước hay phân tử Hydrogen peroxide và tích tụ ngay phía trên bề mặt lớp băng đá. Các phân tử hydro quá nhẹ để bị giữ lại bởi Europa, chúng không bao giờ bay chạm tới bề mặt của vệ tinh này.
Những quan sát trên bề mặt vệ tinh cho thấy một số phân tử oxy sinh ra do phân giải phóng xạ không thoát ra khỏi bề mặt của Europa. Nếu như lớp chất lỏng phía dưới của vệ tinh này có những đường thông lên đến bề mặt thì oxy có thể được dẫn xuống đại dương của vệ tinh, giúp hình thành những quá trình sinh học làm nền tảng cho sự sống.
Các phân tử hydro và một phần oxy phân tử và nguyên tử sau khi thoát ra khỏi bề mặt Europa đã hình thành một vành đai khí lân cận quỹ đạo Europa quay quanh Sao Mộc. Vành đai khí này được gọi là đám mây trung tính. Cả tàu vũ trụ Cassini và Galileo đều phát hiện được đám mây này. Đám mây gần quỹ đạo của Europa dày hơn (nhiều hơn về số lượng nguyên tử và phân tử) so với đám mây gần quỹ đạo Io. Các mô hình vật lý dự đoán rằng tất cả các nguyên tử và phân tử trong vành đai này đều sẽ bị ion hóa và hòa vào dòng plasma điện từ trường của Sao Mộc.

## Khả năng tồn tại sự sống

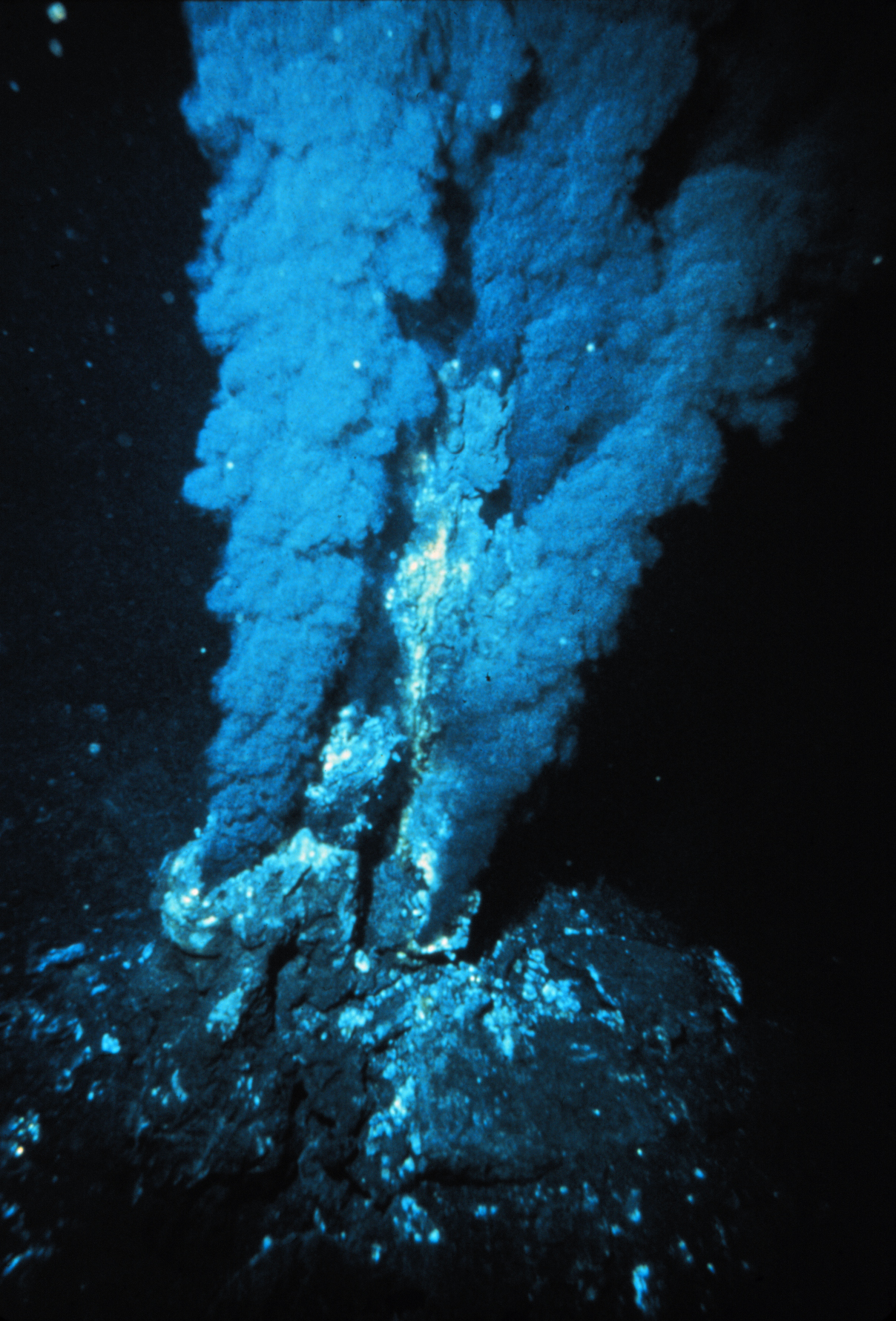
Một ống phun khói màu đen tại Đại Tây Dương. Những ống phun như vậy, thông qua năng lượng địa nhiệt tạo ra sự bất cân bằng hóa học cung cấp năng lượng cho sự sống đáy biển

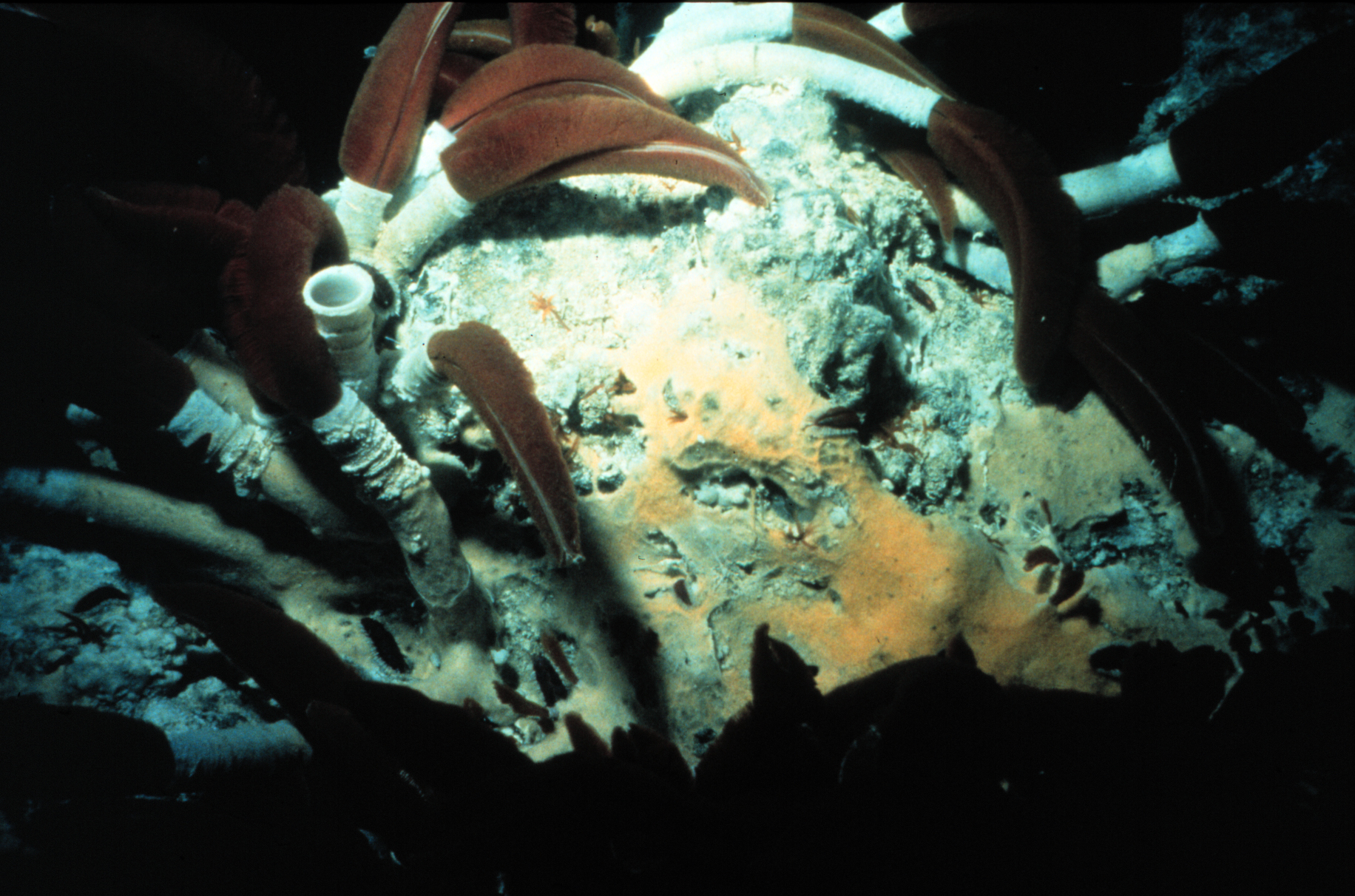
Một tập đoàn giun ống lớn định cư gần một ống phun ở đáy biển Thái Bình Dương. Trong khi giun ống cần được cung cấp oxy để tồn tại, một số vi khuẩn yếm khí không cần oxy

Người ta cho rằng trong đại dương dưới bề mặt của Europa có thể tồn tại sự sống. Đại dương này có thể có môi trường tương tự như môi trường gần các ống phun nước nóng ngầm dưới đáy biển hoặc giống như môi trường trong hồ Vostok ở Bắc cực. Sự sống trong một môi trường như vậy nếu có sẽ giống như các dạng sống nguyên sinh ở đáy biển trên Trái Đất. Mặc dù cho đến ngày nay, người ta vẫn chưa khẳng định được có sự sống trên Europa hay không, nhưng khả năng tồn tại của đại dương trên Europa vẫn thúc đẩy người ta phóng các tàu thám hiểm để nghiên cứu vệ tinh này.
Cho đến những năm 70 của thế kỉ 20, người ta tin rằng sự sống, theo những cách hiểu thông thường nhất, phụ thuộc hoàn toàn vào nhiệt lượng từ Mặt Trời. Cây cối trên bề mặt Trái Đất nhận năng lượng từ Mặt Trời để tổng hợp đường từ CO2 và nước, giải phóng oxy. Các loại động vật hít thở oxy sau đó ăn thực vật, năng lượng được chuyển từ nấc thấp lên nấc cao hơn. Người ta tin rằng ngay cả những dạng sống ở biển sâu không ánh sáng Mặt Trời cũng gián tiếp nhận năng lượng từ Mặt Trời thông qua việc hoặc hấp thụ các cặn hữu cơ lắng xuống từ lớp biển phía trên hoặc là ăn các loại sinh vật hấp thụ cặn hữu cơ như vậy. Khả năng để một thiên thể có tồn tại sự sống được cho là phụ thuộc vào nhiệt lượng của Mặt Trời đến thiên thể đó. Thế nhưng, đến năm 1977, một lần thám hiểm khe Galapagos bằng tàu ngầm biển sâu Alvin, các nhà khoa học phát hiện ra các tập đoàn giun biển lớn, trai, giáp xác, sò, và nhiều loại sinh vật khác tập trung quanh các miệng núi lửa ngầm gọi là ống phun khói đen. Những sinh vật này phát triển mà không cần đến ánh sáng Mặt Trời. Ngay sau đó người ta phát hiện ra những sinh vật này hình thành một chuỗi thức ăn riêng biệt. Thay vì thực vật, ở đáy của chuỗi thức ăn là một dạng vi khuẩn. Những vi khuẩn này tổng hợp năng lượng từ sự oxy hóa các chất hóa học như hiđrô và sulfide hiđrô, thoát ra từ trong lòng biển thông qua các miệng hố. Quá trình tổng hợp hoá năng này đã làm thay đổi cách suy nghĩ của con người về sinh học: sự sống không nhất thiết phụ thuộc vào ánh sáng Mặt Trời. Sự sống chỉ cần nước và các nguồn cung cấp năng lượng. Hiểu biết này mở ra con đường mới cho con người trong công cuộc tìm kiếm sự sống trên vũ trụ. Các thiên thể có khả năng tồn tại sự sống cũng trở nên phổ biến hơn rất nhiều. Đại dương tăm tối vĩnh hằng của Europa đến ngày nay đã trở thành nơi có khả năng tồn tại sự sống lớn nhất ngoài Trái Đất.

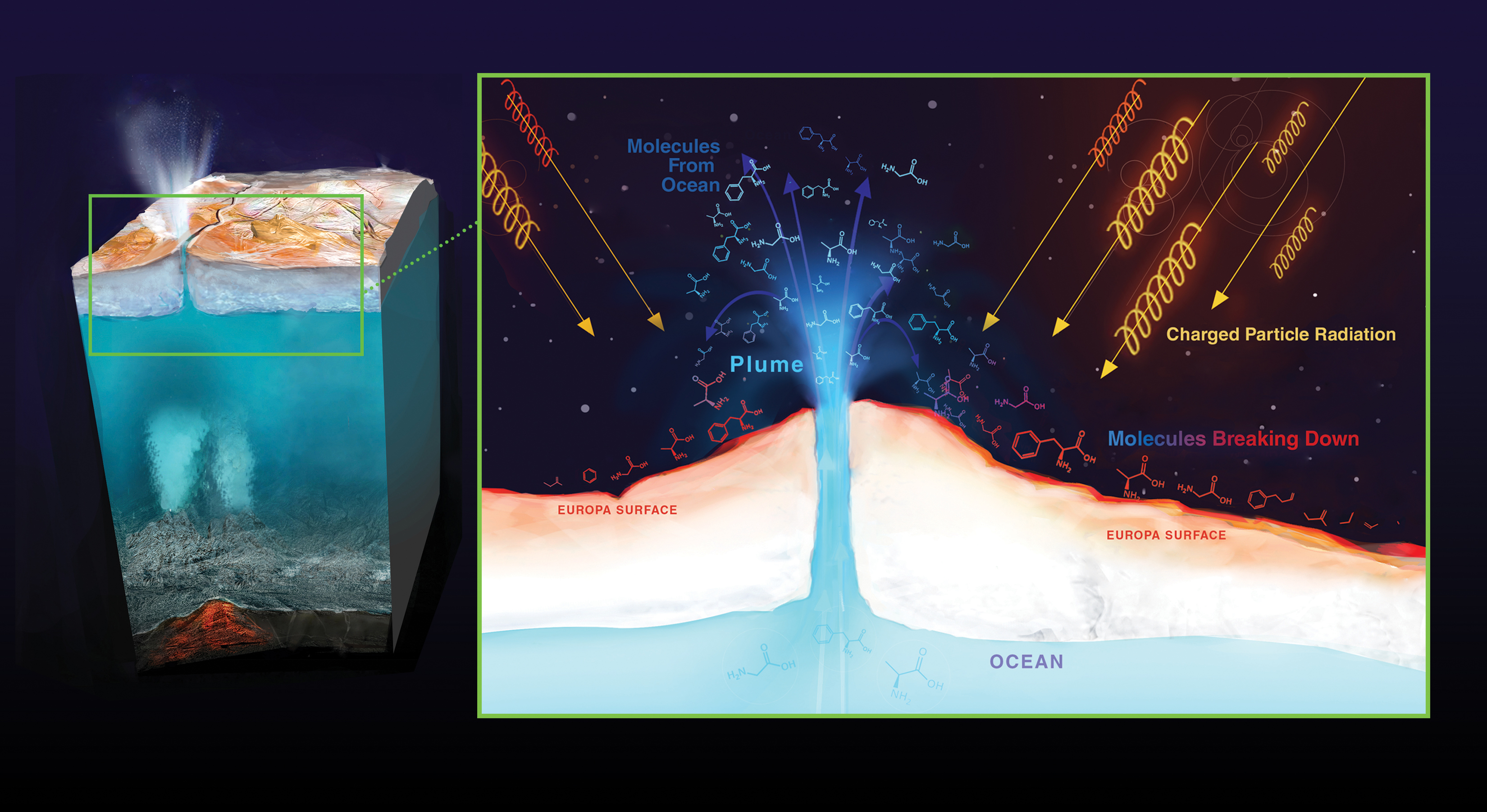
Bức xạ từ Sao Mộc ảnh hưởng tới các hợp chất hóa học trên Europa

Trong khi giun ống và các sinh vật đa bào bậc cao xung quanh các ống phun nước nóng dưới đáy biển vẫn cần có oxy và theo một cách nào đó, vẫn phụ thuộc vào quá trình quang hợp trên mặt biển. Các vi khuẩn yếm khí tổng hợp năng lượng và các cổ khuẩn sinh sống tại môi trường này không cần oxy và là mô hình cho sự sống trên đại dương của Europa. Năng lượng do sự biến dạng của Europa khiến cho vệ tinh này có hoạt động địa chất, mặc dù nguồn năng lượng này không mạnh và gây ra các hoạt động địa chất mãnh liệt như ở Io. Europa giống như Trái Đất, cũng có những nội năng sinh ra do phân rã phóng xạ, nhưng năng lượng do biến dạng đã nói ở trên mạnh hơn nhiều lần nguồn năng lượng do phân rã phóng xạ. Mặc dù vậy, năng lượng trên Europa vẫn là tương đối ít, không đủ để duy trì một hệ sinh thái phát triển phong phú như hệ sinh thái dựa trên quang hợp như ở Trái Đất. Sự sống trên Europa có thể chỉ tồn tại thành từng nhóm nhỏ xung quanh những ống phun nước nóng dưới đáy biển hoặc trong lớp đá dưới đáy biển. Trên Trái Đất cũng tìm thấy những dạng sống trong đá như vậy gọi là endolith. Theo một cách khác, những nhóm sinh vật có thể tìm thấy ở mặt dưới của lớp băng đá, giống như tảo và vi khuẩn sống bám dưới bề mặt lớp băng ở vùng cực, hoặc trôi nổi trong lòng của đại dương. Mặc dù vậy, đại dương của Europa quá lạnh nên những quá trình sinh học giống như trên Trái Đất không thể xảy ra. Còn nếu như đại dương của Europa quá mặn thì chỉ những vi khuẩn chịu mặn mới có thể tồn tại.
Năm 2006, Robert Pappalardo, giáo sư thuộc viện nghiên cứu không gian trường đại học Colorado phát biểu:
 Chúng ta đã dành rất nhiều thời gian và nỗ lực để nghiên cứu về khả năng sự sống đã từng tồn tại trên Sao Hỏa. Europa có tất cả những thành tố để tạo nên sự sống, và chúng ta phải khẳng định được liệu thực sự, không chỉ là trong quá khứ, mà là ở thời điểm hiện tại, có sự sống trên Europa hay không?

## Thám hiểm Europa
Những hiểu biết ngày nay về Europa chủ yếu được thu thập trong những năm 70 của thế kỉ trước, khi 2 tàu thám hiểm Pioneer 10 và Pioneer 11 là những tàu thám hiểm đầu tiên viếng thăm Sao Mộc và các vệ tinh của nó vào 2 năm 1973 và 1974. Những bức ảnh vào thời điểm này của 4 vệ tinh lớn là khá mờ nhạt. Tàu thám hiểm Voyager sau đó bay qua các vệ tinh này vào năm 1979. Gần đây nhất, tàu thám hiểm Galileo đã quay quanh quỹ đạo Sao Mộc trong 8 năm từ năm 1995 và cung cấp cho chúng ta những hình ảnh rõ nét nhất về bề mặt các vệ tinh của Sao Mộc, trong đó có Europa.
Người ta đang đề nghị tiến hành nhiều dự án để tìm hiểu thêm về các vệ tinh của Sao Mộc. Một vấn đề đáng quan tâm cho những dự án này là mọi tàu thám hiểm đặt chân lên Europa đều cần phải được bảo vệ trước bức xạ rất mạnh của Sao Mộc. Hiện nay người ta đã đề xuất nhiều dự án khác nhau với mục đích rất khác nhau. Có dự án chỉ đặt mục tiêu phân tích cấu tạo bề mặt của Europa nhưng có một số dự án đặt mục tiêu cực kì tham vọng và khó thực hiện trong tương lai gần. Đó là tìm kiếm dấu vết của sự sống của đại dương trong lòng Europa.

### Các dự án
Những kế hoạch phóng các tàu thăm dò tìm kiếm nước và sự sống trên Europa đang gặp rất nhiều khó khăn do vấn đề kĩ thuật cũng như vấn đề tài chính. Dự án Jupiter Icy Moons Orbiter thám hiểm các vệ tinh băng đá của Sao Mộc đã bị hủy bỏ năm 2005.
Một dự án có tính khả thi là dự án Ice Clipper, sử dụng một bộ phận va chạm gây nổ như trong dự án Deep Impact. Bộ phận này sẽ kích thích một vụ nổ nhỏ trên bề mặt của Europa khiến cho một lượng lớn vật chất của vệ tinh này sẽ được bốc bay lên không trung. Một tàu vũ trụ nhỏ sẽ được điều khiển bay qua đám bụi này để thu thập các mẫu vật chất trên bề mặt Europa. Không cần quay quanh quỹ đạo của Sao Mộc hay Europa, cũng không cần nhiên liệu để khởi động quay về Trái Đất từ quỹ đạo của các thiên thể này, dự án kiểu như trên sẽ khiến cho lượng nhiên liệu tàu mang theo là rất ít và giảm hẳn chi phí cho dự án.

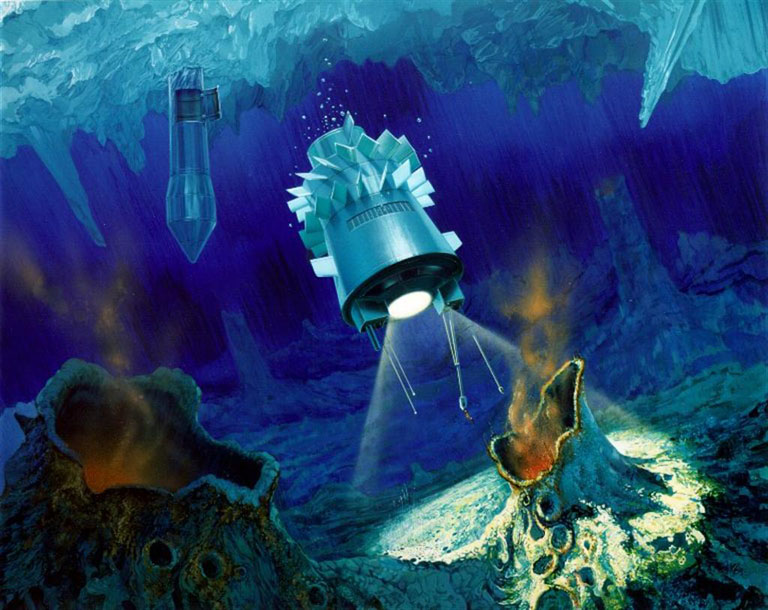
Minh họa về cryobot và hydrobot

Những ý kiến táo bạo hơn đưa ra khả năng về các tàu đổ bộ sau khi hạ cánh xuống Europa sẽ tìm kiếm bằng chứng về sự sống bằng cách lấy mẫu ở phần băng gần bề mặt vệ tinh hay thậm chí đục xuyên qua bề mặt vệ tinh tiếp cận đại dương phía dưới. Một đề xuất đưa ra ý tưởng về một tàu thăm dò lớn làm tan băng chạy bằng năng lượng nguyên tử gọi là cryobot. Sau khi đổ bộ xuống bề mặt vệ tinh, sử dụng nhiệt lượng của mình, cryobot sẽ làm tan chảy băng dưới chân và từ từ đi xuyên qua lớp băng cứng. Theo Hội nghiên cứu hành tinh, mục tiêu chính của cryobot là tạo một lỗ khoan vào trong lòng của Europa. Sau khi chạm đến lớp chất lỏng, một tàu tự hành dưới nước gọi là hydrobot sẽ được tách rời ra và tự do tìm kiếm sự sống trong đại dương của Europa. Cả cryobot và hydrobot phải trải qua một quá trình diệt trùng thành vô trùng hoàn toàn. Điều này tránh các tàu thăm dò phát hiện được các vi khuẩn của Trái Đất trên mình chúng thay vì các vi sinh vật của Europa. Hơn nữa, khử trùng cho tàu thăm dò còn tránh làm ô nhiễm về mặt sinh học cho hệ sinh thái của Europa. Mặc dù rất hấp dẫn nhưng dự án nói trên chưa được vạch kế hoạch chi tiết.
Trong tương lai, một dự án mang tên Europa Jupiter System Mission (EJSM) (dự án nghiên cứu Sao Mộc và các vệ tinh, chủ yếu là Europa) liên kết giữa 2 trung tâm khoa học vũ trụ NASA và ESA có thể được thực hiện vào năm 2020. Vào tháng 2 năm 2009, hai trung tâm này đã xác định đây là mục tiêu quan trọng có mức ưu tiên cao hơn dự án Titan Saturn System Mission (dự án khám phá vệ tinh Titan của Sao Thổ). Mặc dù vậy, đóng góp của phía ESA vẫn đang bị đặt dấu hỏi do vấn đề tài chính. Dự án này có thể gồm một vệ tinh bay quanh Sao Mộc của ESA, một vệ tinh bay quanh Europa của NASA và một vệ tinh nghiên cứu từ trường Sao Mộc của JAXA.

## Khả năng định cư trên Europa
Xa hơn các dự án thám hiểm là các dự án về kế hoạch định cư trên Europa. Dự án Artemis là một dự án rất tham vọng khi được đề xuất năm 1997. Theo như kế hoạch của dự án, các nhà khoa học sẽ định cư trong các mođun trên bề mặt Europa. Họ sẽ khoan sâu xuống bề mặt của vệ tinh để kiểm tra xem đại dương có thực sự tồn tại bên dưới lớp băng hay không. Họ cũng có thể định cư trong căn cứ nghiên cứu có dạng túi khí được bơm căng. Việc nghiên cứu lòng biển của Europa sẽ được thực hiện với sự giúp đỡ của một tàu ngầm đặc biệt.
Định cư trên bề mặt Europa tiềm ẩn rất nhiều khó khăn và rủi ro. Một vấn đề rất nghiêm trọng là cường độ bức xạ rất mạnh phát ra từ vành đai bức xạ Sao Mộc, mạnh hơn vành đai bức xạ Van Allen của Trái Đất 10 lần. Con người không thể sống trên bề mặt hay gần bề mặt của Europa nếu không có những quần áo bảo hộ chống bức xạ đặc biệt. Những cư dân của Europa cần phải bước ra bề mặt của Europa thật nhanh và nếu ở lại thì phải chui xuống những hầm ngầm dưới đất (mặc dù họ sẽ không phải làm thế khi Europa đi qua phần đuôi từ trường (magnetotail) của Sao Mộc). Một vấn đề khác là nhiệt độ cực lạnh trên bề mặt Europa (chỉ khoảng - 170oC tức là 103 K).
Sự sống có thể tồn tại trên Europa, trong đại dương ngầm bên dưới lớp vỏ băng. Con người nếu định cư trên Europa có thể sẽ đối đầu với sự sống trên thiên thể này. Ngay cả khi chúng không phải là những sinh vật có trí tuệ, chúng vẫn có thể rất nguy hiểm, ví dụ như những vi khuẩn gây hại. Còn nếu như chúng không gây hại thì con người lại có thể hủy diệt môi trường sinh thái của những sinh vật này.